# Пролећна изложба УЛУС-а (1983)
Пролећна изложба УЛУС-а (1983) је одржана у периоду од 31. марта до 13. априла 1983. године, у Народном музеју, у Крагујевцу, и од 15. априла до 3. маја у галеријском простору Удружења ликовних уметника Србије односно у Уметничком павиљону "Цвијета Зузорић", у Београду.

## О изложби
Радове за 69. изложбу Удружења ликовних уметника Србије је обавио Уметнички савет Удружења.
На овој изложби су додељене следеће награде:
- Златна палета - Оливера Грбић
- Златна игла - Милан Сташевић
- Златно длето -  Томислав Тодоровић

## Излагачи

### Сликарство
1. Крста Андрејевић
2. Даница Антић
3. Селимир Бурбуловић
4. Жељко Бјелица
5. Љиљана Блажеска
6. Срђан Боснић
7. Стојанка Бошњак
8. Чедомир Васић
9. Јармила Вешовић
10. Бошко Вукашиновић
11. Матија Вучићевић
12. Љубица Д. Вукобрадовић
13. Радислав Ратко Вучинић
14. Славица Вучковић
15. Шемса Гавранкапетановић
16. Горан Гвардиол
17. Оливера Грбић
18. Вјера Дамјановић
19. Евгениа Демниевска
20. Драган Димић
21. Перица Донков
22. Милутин Драгојловић
23. Ђорђе Ђорђевић
24. Стојанка Ђорђић
25. Слободан Ђуричковић
26. Радивоје Ђуровић
27. Зоран Ивановић
28. Владимир Јанковић
29. Дивна Јеленковић
30. Татјана Јерот
31. Душан Јовановић
32. Драгана Јовчић
33. Вера Јосифовић
34. Душан Јуначков
35. Никола Клисић
36. Драгослав Кнежевић
37. Светлана Кнежевић
38. Милица Којчић
39. Милутин Копања
40. Јован Крижек
41. Цветко Лаиновић
42. Зорка Лаиновић Церовић
43. Грујица Лазаревић
44. Драгомир Лазаревић
45. Јања Марић
46. Лиза Марић Крижанић
47. Љубодраг Маринковић
48. Надежда Марковић
49. Драган Мартиновић
50. Милан Мартиновић
51. Гриша Масникоса
52. Вукосава Мијатовић Теофановић
53. Бранимир Минић
54. Момчило Митић
55. Славко Саша Мишић
56. Светислав Младеновић
57. Марклен Мосијенко
58. Ева Мрђеновић
59. Душан Николић
60. Мирјана Николић Пећинар
61. Зоран Нинковић
62. Милан Обретковић
63. Мирко Огњановић
64. Лепосава Ст. Павловић
65. Ружица Беба Павловић
66. Јосипа Пепа Пашчан
67. Саво Пековић
68. Владан Петровић
69. Добривоје Петровић
70. Божидар Плазинић
71. Тамара Поповић Новаковић
72. Божидар Продановић
73. Светлана Рађеновић
74. Ђуро Радоњић
75. Даница Ракиџић Баста
76. Кемал Рамујкић
77. Владанка Рашић
78. Владимир Рашић
79. Оливера Савић Поповић
80. Рада Селаковић
81. Федор Соретић
82. Марија Станарчевић
83. Љубица Станимировић
84. Раде Станковић
85. Радомир Стевић Рас
86. Жарко Стефанчић
87. Стеван Стојановић
88. Ана Танић
89. Станка Тодоровић
90. Мирко Тримчевић
91. Садко Хаџихасановић
92. Бранко Цветковић
93. Сања Цигарчић
94. Милан Цмелић
95. Божидар Чогурић
96. Александар Шиверт
97. Марина Шрајбер
98. Мома Марковић

### Графичари - цртачи
1. Срђан Алексић
2. Мирослав Арсић
3. Бошко Атанацковић
4. Мирослав Благојевић
5. Владимир Бошковић
6. Борут Вилд
7. Предраг Вукићевић
8. Биљана Вуковић
9. Милица Вучковић
10. Михаило Глигорић Глиша
11. Драго Дошен
12. Душан Ђокић
13. Мирослав Ђорђевић
14. Љубиша Ђурић
15. Јордан Ерчевић
16. Милица Жарковић
17. Весна Зламалик
18. Љубомир Иванковић
19. Љубинка Ивезић
20. Миладин Ивковић
21. Мирјана Јокановић
22. Бранимир Карановић
23. Емило Костић
24. Велизар Крстић
25. Драгиша Крстић
26. Годан Крчмар
27. Мирјана Маодуш
28. Снежана Маринковић
29. Зоран Марјановић
30. Даница Масниковић
31. Весна Мијачика
32. Предраг Михалачки Фердо
33. Славко Миленковић
34. Драгослав Милић
35. Владан Мицић
36. Миодраг Нагорни
37. Мирко Најдановић
38. Властимир Николић
39. Вукица Обрадовић Драговић
40. Милица Петровић
41. Ана Ристић
42. Милан Сташевић
43. Радош Стевановић
44. Радмила Степановић
45. Љиљана Стојановић
46. Невенка Стојсављевић
47. Слободанка Ступар
48. Звонко Тилић
49. Сенадин Турсић
50. Ахмет Хошић
51. Златана Чок
52. Босиљка Шипка

### Вајари
1. Никола Антов
2. Мрђан Бајић
3. Оскар Бербеља
4. Милан Бесарабић
5. Миливоје Богосављевић
6. Ратко Вулановић
7. Златко Гламочак
8. Оливера Даутовић
9. Нада Денић
10. Стеван Дукић
11. Драгољуб Ђокић
12. Светислав Здравковић
13. Антон Краљић
14. Милан Лукић
15. Владан Мартиновић
16. Лепосава Милошевић
17. Борислава Недељковић Продановић
18. Драгиша Обрадовић
19. Дринка Радовановић
20. Балша Рајчевић
21. Миодраг Ристић
22. Мирољуб Стаменковић
23. Томислав Тодоровић
24. Михаило Томић
25. Иван Фелкер